# Die Wassernixe
Die Wassernixe ist ein Märchen (ATU 313). Es steht in den Kinder- und Hausmärchen der Brüder Grimm an Stelle 79 (KHM 79). Bis zur 5. Auflage lautete der Titel Die Wassernix.

## Inhalt

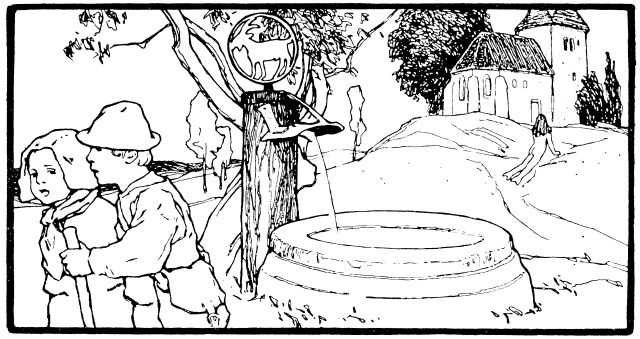
Illustration von Otto Ubbelohde, 1909

Zwei Geschwister fallen beim Spielen in einen Brunnen. Dort lässt eine Wassernixe das Mädchen verwirrten Flachs spinnen und Wasser in ein hohles Fass füllen, den Bub mit einer stumpfen Axt einen Baum hauen. Zu essen bekommen die Kinder nur harte Klöße. Als die Nixe in der Kirche ist, fliehen sie und werfen nacheinander eine Bürste, einen Kamm und einen Spiegel hinter sich, was jeweils einen Berg gibt, über den die Nixe steigen muss. Für den Spiegelberg muss sie erst ihre Axt holen, und die Kinder entkommen.

## Grimms Anmerkungen

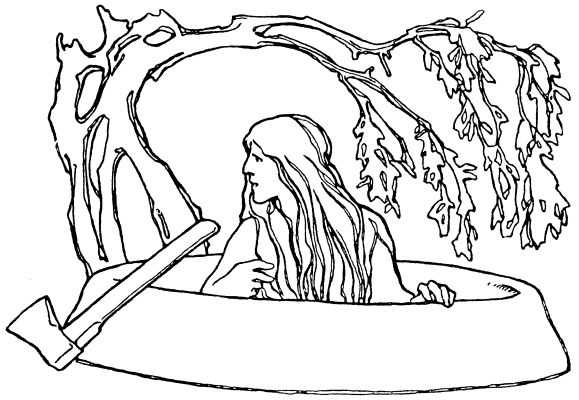
Illustration von Otto Ubbelohde, 1909

Das Märchen ist seit der Erstauflage enthalten. Die Anmerkung lautet aus dem Hanauischen, vergleicht Der Liebste Roland und Frau Holle und weist auf Jacob Grimms Abhandlung Irminstraße hin. Darin untersucht er die etymologische und mythologische Bedeutung der Milchstraße und den Jenseitsbezug von Straßen als Wege räuberischer Geister in verschiedenen Mythen.

## Herkunft
Der Wortlaut der Ausgabe letzter Hand 1857 ist praktisch identisch dem der Erstausgabe 1812. In Jacob Grimms Handschrift, die 1810 an Brentano geschickt wurde, fallen die Kinder einfach ins Wasser, ohne Spielen am Brunnen, auch ohne Flachsspinnen, steinharte Klöße, Kirche und wörtliche Rede. Der Spiegelberg wird Glasberg genannt. Die ursprüngliche mündliche Fassung klingt damit unbestimmter, was auch besser zur Deutung als Traummotiv passt. Die magische Flucht, bei der einer meist weiblichen magischen Verfolgerfigur zauberische Gegenstände in den Weg geworfen werden, erscheint sonst als Schlussphase verschiedener Märchen mit falscher Braut (Der Eisenofen, Das singende springende Löweneckerchen, Die Nixe im Teich), böser Schwiegermutter (De beiden Künigeskinner, Die sechs Diener) oder Stiefmutter (Fundevogel, Der Liebste Roland).